# Rocher de Bizeux

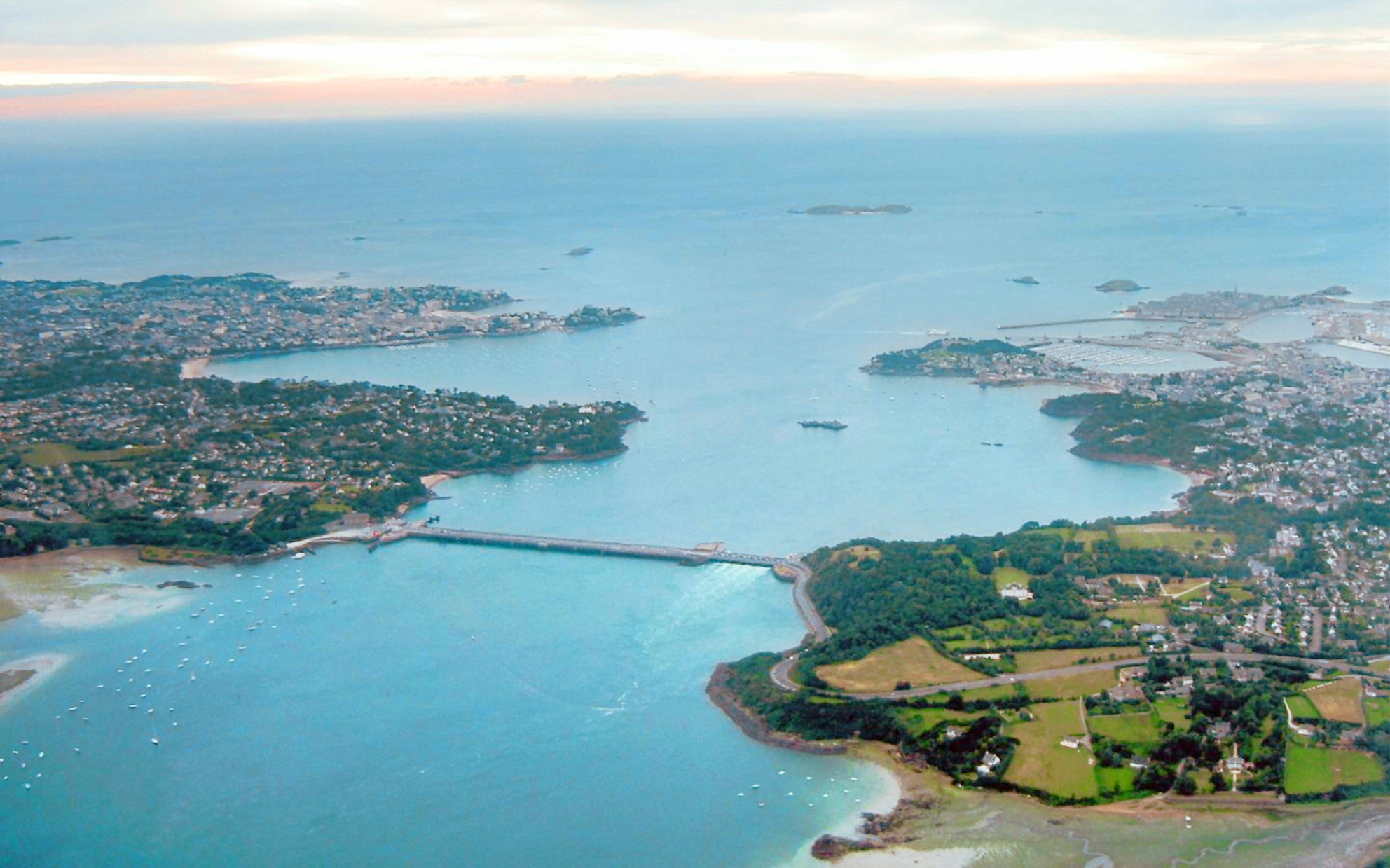
Vue aérienne de l'estuaire de la Rance avec en aval du barrage le rocher de Bizeux, au centre de la photo (Saint-Malo à droite de l'estuaire, Dinard à gauche).

Le rocher de Bizeux est un rocher situé dans l'estuaire de la Rance, entre Saint-Servan (commune de Saint-Malo) et  La Vicomté (commune de Dinard). Il est surtout connu pour la statue de la vierge, « Notre Dame la dominatrice »,  communément appelée « Notre Dame de Bizeux », qui se trouve à son sommet.

## Situation
Le rocher se trouve à un peu plus d'1 km en aval du barrage de la Rance, au milieu de l'estuaire, à 350 mètres de la pointe de la Vicomté à l'ouest (la passe principale pour les navires se trouvant entre les deux) et 550 mètres de la pointe de l'Aiguille à l'est.

## Statue

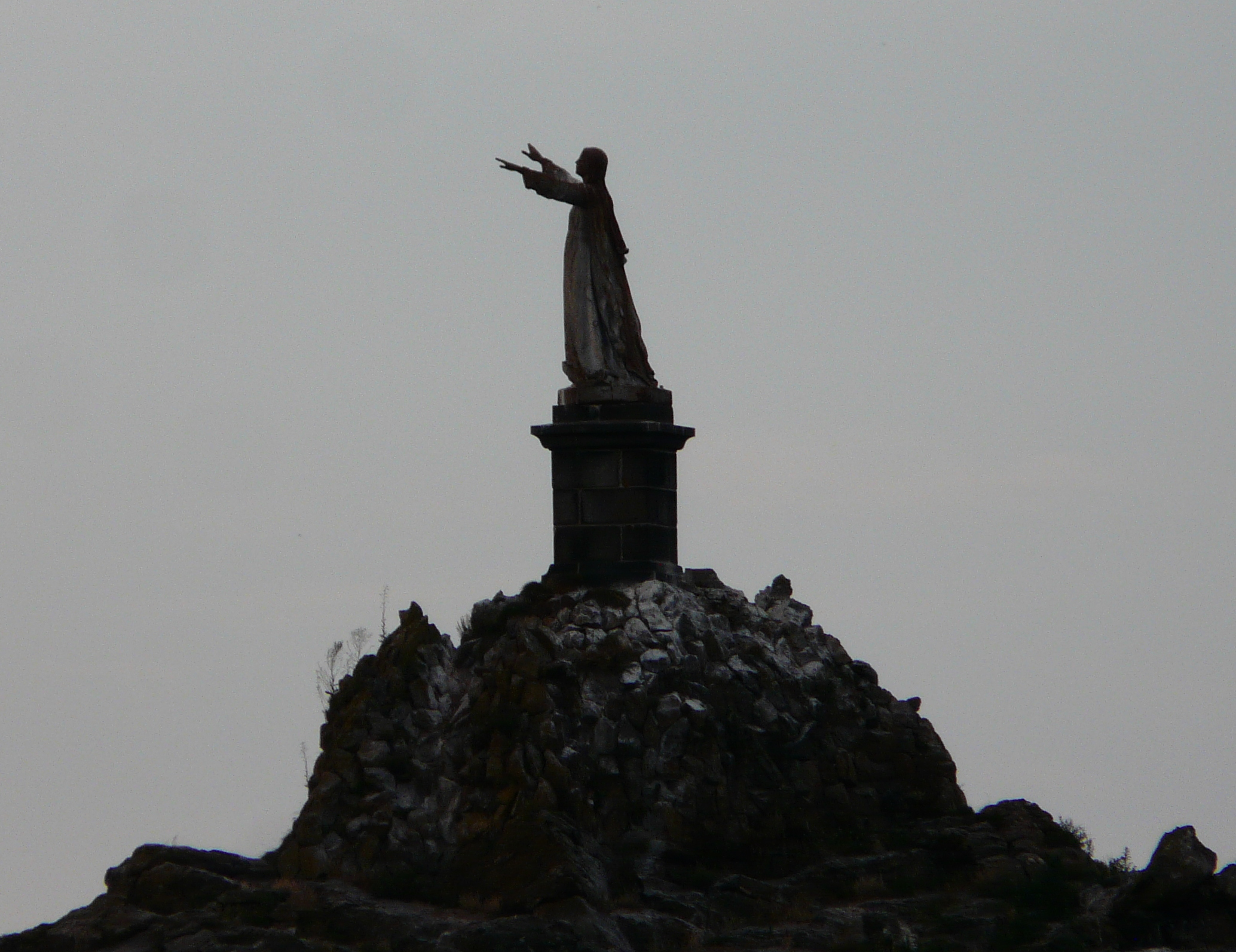
La statue vue depuis le chenal d'accès à l'écluse du barrage.

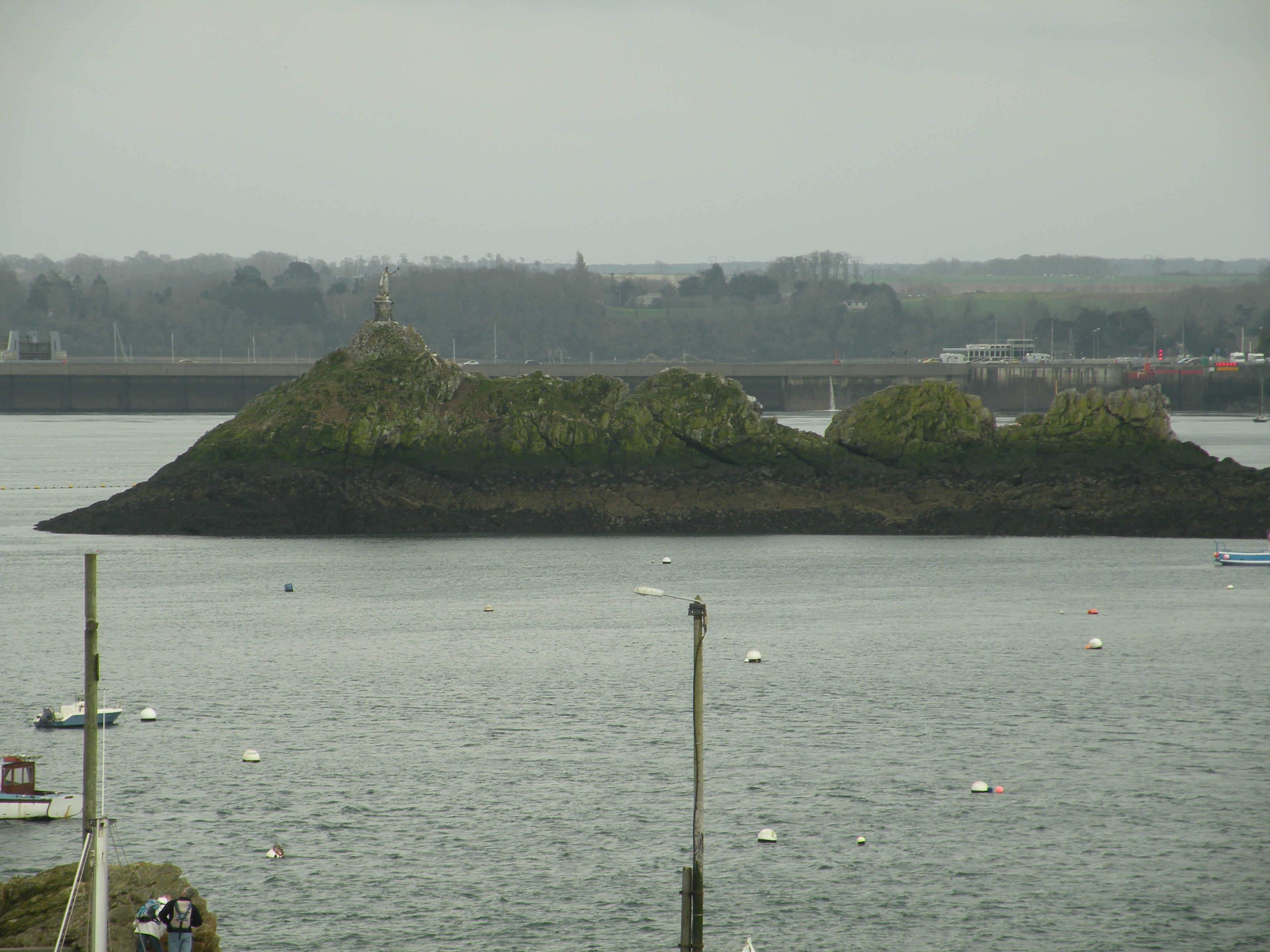
Le rocher de Bizeux vu depuis la tour Solidor.

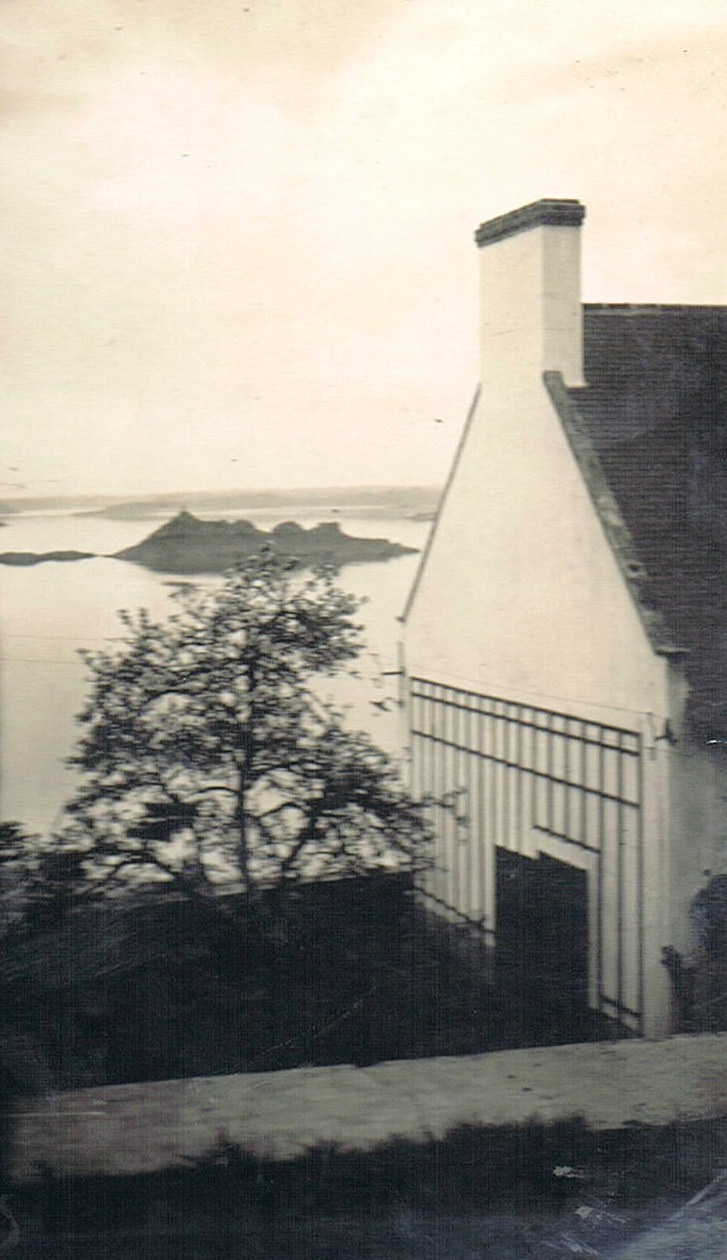
Le rocher de Bizeux depuis la Cité d'Aleth.

Une première statue en plâtre est érigée en 1890. Un comité est créé dès l'année suivante pour l'installation d'une vierge en métal et il choisit le sculpteur servannais, Alfred Caravanniez (ce dernier a également réalisé la statue de Surcouf qui se trouve aujourd'hui sur les remparts de Saint-Malo). La statue est fondue dans les Ateliers Durenne à Sommevoire en Haute-Marne. Elle est en fonte de fer, recouverte d'une couche argentée de nickel. Achevée, elle est exposée au salon de Paris de 1896.
Un socle en granit de Chausey est construit sur le haut du rocher pour l'accueillir. La statue fut érigée le 24 octobre 1897. Haute de 3 mètres, elle a la tête tournée vers le ciel, étendant les bras vers la mer, paumes tournées vers celle-ci dans un geste de domination (d'où son nom). L'ensemble mesure plus de 5 mètres de haut. Lors de son érection, une procession suivie par plus de 5 000 personnes fit le trajet de l'église Sainte-Croix à la cale de Solidor. La cérémonie fut marquée par le naufrage de l'embarcation du docteur Boucher, qui provoqua la mort de 4 personnes.

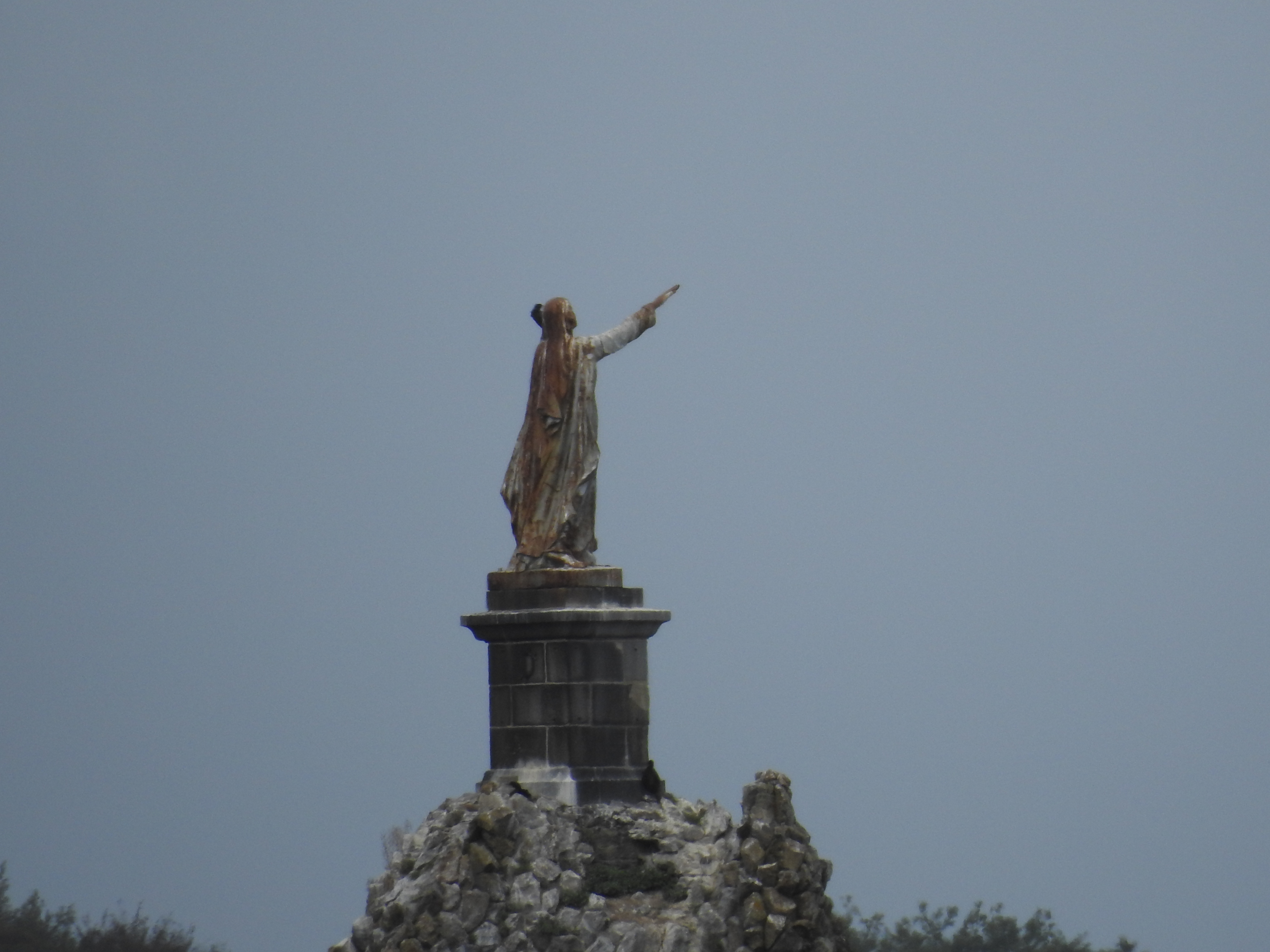
La statue vue depuis la Plage des Fours à Chaux.

En août 1944, lors de la libération de Saint-Malo un obus traversa la statue, à hauteur de son pied droit, la faisant pivoter vers Dinard. Une association a permis la restauration complète de la statue en 1998.

## Source
- Le Marégraphe, mai 1898, publiée par l'association Droits de Cité, cité par Le Pays Malouin, 19 août 2010.